# Estación Indacochea
Indacochea era una estación ferroviaria ubicada en el Partido de Chivilcoy, Provincia de Buenos Aires, Argentina.

## Servicios
Se encuentra en el pequeño poblado del mismo nombre. Fue construida por el Ferrocarril Midland de Buenos Aires, luego pasó a formar parte del Ferrocarril General Belgrano, la línea fue clausurada en 1977, inmediatamente las vías fueron levantadas desde Plomer a Carhué.